# (35207) 1994 PN36
1994 PN36 (asteroide 35207) é um asteroide da cintura principal. Possui uma excentricidade de 0.06390420 e uma inclinação de 10.20447º.
Este asteroide foi descoberto no dia 10 de agosto de 1994 por Eric Walter Elst em La Silla.